# Tsuzumi

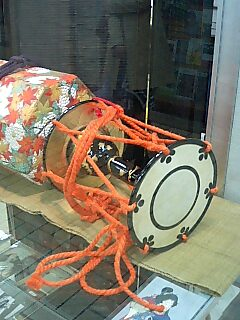
Tsuzumi.

O Tsuzumi é um pequeno tambor japonês de Mão. É notável por ser o único tambor japonês que se toca sem o uso de  baquetas.
O Tsuzumi é comumente utilizado no teatro japonês, tanto no Noh quanto no Kabuki, assim como na Música folclórica|folk music japonesa. É frequentemente utilizado em conjunto com o ōtsuzumi, que é um tambor semelhante, porém de maiores dimensões.

O cuidado para este instrumento é peculiar uma vez que as peles dos tambores devem ser expostos a umidade para produzir um som desejável. Antes de tocar o tsuzumi, o músico irá respirar muito perto do pinto que vai ser atingido. Às vezes, ele vai mesmo tomar um pouco de saliva e aplicá-la à cabeça do cilindro. A qualidade do som do tambor vai depender do quanto é a umidade na atmosfera, onde ele está sendo tocado. Para garantir que as peles dos tambores estão úmidas, o músico vai respirar dentro da cabeça de tambor em intervalos quando ele não está tocando.
O tsuzumi desempenha um papel tanto na Noh e Kabuki teatro musical, mas também é usado em min'yō , ou música popular japonesa. Muitas vezes, é tocado com a sua maior contrapartida, o ōtsuzumi ( 大 (lit. grande tsuzumi , também chamado Ōkawa ). Assim, o tsuzumi é também referido como o kotsuzumi  , ou " tsuzumi pequena . "